# Riverside Road
Riverside Road es una localidad de Santa Lucía, que forma parte de los distritos de Canaries y Soufrière.